# 地球語 (視覚言語)
地球語 (ちきゅうご、Earth Language)は、マクファーランド･佳子(Yoshiko McFarland)によって作られた視覚言語である。

## 概要
70の字母と数字や文法および情報整理のための20の記号によって地球語は構成されており、これらの表意文字はより複雑な概念を表すために合字を形成する。また手話記号に基づくジェスチャーによって伝達することも可能である。
地球語の創案者であるマクファーランド･佳子は、「母語をまもりながら、母語では不可能などんな状況下の伝達も助け、グローバルな思考や情報整理に役立つ共通の補助言語」であると主張しており、自身が中国語を理解できなくても漢字によって記された中国の書は理解できることに着想を得て、1988年から設計を始めたと述べている。
1992年1月の雑誌『アドア』（北米毎日新聞社）創刊号において地球語の原案が発表され、1996年11月には公式サイトが開設される。1997年1月から7月にかけて、北米毎日新聞に｢世界平和に地球語を」と題したマクファーランドによるコーナーが連載された。
雑誌『あちゃら』1998年12月号では地球語公式サイトが取り上げられ、1999年1月9日の『日米タイムズ』には地球語の記事が掲載された。また2005年9月10日に放送されたKTSFのテレビ番組「Japanese Journal」においても地球語が取り上げられた。

## 関連文献
- 「人工言語ミニ事典 地球語」『言語』2006年11月号、大修館書店、66-69頁。
- 「『地球語』は創造のための新しい道具」『80人の海外成功物語 自分の「居場所」を世界で見つけた日本人』光文社、2005年、79-84頁。